# مينلو بارك (كاليفورنيا)
مينلو بارك (بالإنجليزية: Menlo Park)‏ هي إحدى مدن مقاطعة سان ماتيو، كاليفورنيا. تم إعطاءها لقب مدينة في 23 نوفمبر، 1927.

## أعلام
- هنري كويل
- هوي دالمار
- جوزي ماران
- ثورستين فيبلين
- نيك ودمان
- جو وايز
- كارولين كلارك
- أبراهام ماسلو
- ديفيد هالبرستام
- ريموند إدوارد براون